# میدان هوایی فنترس
میدان هوایی فنترس (به انگلیسی: Naval Auxiliary Landing Field Fentress) یک فرودگاه نظامی است که یک باند فرود آسفالت دارد و طول باند آن ۲۴۴۰ متر است. این فرودگاه در کشور ایالات متحده آمریکا قرار دارد و در ارتفاع ۵ متری از سطح دریا واقع شده‌است.